# Třída S 165
Třída S 165 byla třída torpédoborců německé Kaiserliche Marine z období první světové války. Celkem bylo postaveno osm jednotek této třídy. Nejprve byly objednány čtyři jednotky pro německé námořnictvo, ale roku 1910 byly prodány Osmanské říši. Náhradou za tato plavidla byla objednána druhá čtyřkusová série, dokončená roku 1911. Osmanské toprédoborce se účastnily první balkánské války a všechny postavené torpédoborce rovněž první světové války. Osmanský torpédoborec Muavenet-i Milliye v dardanelské kampani dne 15. května 1915 potopil britský predreadnought HMS Goliath. Dvě osmanská plavidla byla za války ztracena. Ostatní byla po válce vyřazena a sešrotována.

## Stavba
Celkem byly postaveny čtyři jednotky této třídy. Jejich kýly byly založeny roku 1908 v loděnici Schichau-Werke v Elbingu. Rozestavěná plavidla byla v březnu 1910 prodána Osmanské říši společně s predreadnoughty Barbaros Hayreddin (ex Kurfürst Friedrich Wilhelm) a Turgut Reis (ex Weißenburg). Do služby byly přijaty v srpnu 1910. Jako náhradu za prodaná plavidla byla objednána nová čtyřčlenná série torpédoborců, které byly do služby přijaty pod původními názvy prodaných jednotek, tedy S 165 až S 168. Jejich stavba proběhla v letech 1910–1911.
Jednotky třídy S 165:
| Jméno                         | Zahájení stavby | Spuštění na vodu   | Zařazena do služby | Status |
| ----------------------------- | --------------- | ------------------ | ------------------ | --- |
| Muavenet-i Milliye (ex S 165) | 1908            | 20. března 1909    | srpen 1910         | Dokončen pro osmanské námořnictvo. Vyřazen. Sešrotován 1921.                                              |
| Yadigar-i Millet (ex S 166)   | 1908            | 24. dubna 1909     | srpen 1910         | Dokončen pro osmanské námořnictvo. Dne 10. července 1917 potopen britským bombardérem Handley Page O/400. |
| Nümune-Hamiyet (ex S 167)     | 1908            | 3. července 1909   | srpen 1910         | Dokončen pro osmanské námořnictvo. Vyřazen. Sešrotován 1921.                                              |
| Gayret-i Vataniye (ex S 168)  | 1908            | 30. září 1909      | srpen 1910         | Dokončen pro osmanské námořnictvo. Dne 30. října 1916 ztroskotal poblíž Varny a byl zničen svou posádkou. |
| S 165                         | 1910            | 26. listopadu 1910 | duben 1911         | Od září 1917 T165. Roku 1920 předán Velké Británii. Sešrotován 1922.                                      |
| S 166                         | 1910            | 27. prosince 1910  | červenec 1911      | Od září 1917 T166. Roku 1920 předán Velké Británii. Sešrotován 1922.                                      |
| S 167                         | 1910            | 15. února 1911     | srpen 1911         | Od září 1917 T167. Vyřazen. Sešrotován 1921.                                                              |
| S 168                         | 1910            | 16. března 1911    | červenec 1911      | Od září 1917 T168. Vyřazen. Sešrotován 1927.                                                              |

## Konstrukce

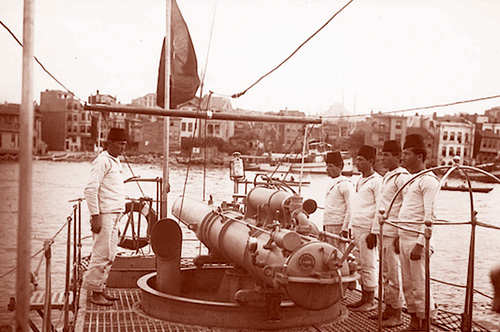
Torpédomet Muavenet-i Milliye (ex S 165

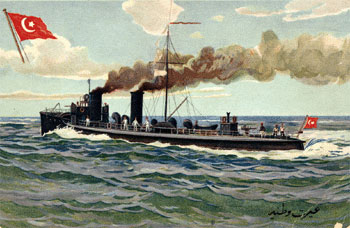
Gayret-i Vataniye (ex S 168)

Hlavní výzbroj představovaly dva 88mm kanóny TK L/30 C/08 a tři jednohlavňové 450mm torpédomety se zásobou čtyř torpéd. Pohonný systém tvořily čtyři kotle Marine a dvě parní turbíny Schichau o výkonu 17 500 hp, pohánějící dva lodní šrouby. Měly dva komíny. Nejvyšší rychlost dosahovala 32 uzlů. Neseno bylo 116 tun uhlí a 74 tun topného oleje. Dosah byl 975 námořních mil při rychlosti sedmnáct uzlů.

### Modifikace
Německé čluny S 165 a S 168 byly roku 1916 přezbrojeny dvěma 88mm kanóny TK L/45 C/14. Výzbroj T168 roku 1918 posílil jeden 88mm kanón TK L/30 C/08.